# Кодје де Фенујед
Кодје де Фенујед (фр. Caudiès-de-Fenouillèdes) насеље је и општина у јужној Француској у региону Лангдок-Русијон, у департману Источни Пиринеји која припада префектури Перпињан.
По подацима из 2011. године у општини је живело 634 становника, а густина насељености је износила 17,39 становника/km². Општина се простире на површини од 36,45 km². Налази се на средњој надморској висини од 347 метара (максималној 1.000 m, а минималној 279 m).

## Демографија
| 1962. | 1968. | 1975. | 1982. | 1990. | 1999. | 2011. |
| ----- | ----- | ----- | ----- | ----- | ----- | ----- |
| 763   | 792   | 677   | 618   | 580   | 598   | 634   |

График промене броја становника у току последњих година